# Mons (Gard)
Mons – miejscowość i gmina we Francji, w regionie Oksytania, w departamencie Gard.
Według danych na rok 1990 gminę zamieszkiwało 1387 osób, a gęstość zaludnienia wynosiła 87 osób/km² (wśród 1545 gmin Langwedocji-Roussillon Mons plasuje się na 266. miejscu pod względem liczby ludności, natomiast pod względem powierzchni na miejscu 499.).